# Kobra (Wjatka)
Die Kobra (russisch Кобра) ist ein rechter Nebenfluss der Wjatka im Norden von Russland.
Die Kobra entspringt am Nordrussischen Landrücken in der Republik Komi.
Sie fließt in einem Bogen, anfangs nach Osten, nach Süden und Westen und schließlich erneut nach Süden. Dabei überquert sie die Grenze zur südlich gelegenen Oblast Kirow. Schließlich mündet sie bei Nagorsk in den Oberlauf der Wjatka, einen rechten Nebenfluss der Kama.
Die Kobra hat eine Länge von 324 km. Sie entwässert ein Areal von 7810 km².
Der mittlere Abfluss liegt bei 55 m³/s. 
Wichtigster Nebenfluss der Kobra ist die Fjodorowka, die bei Flusskilometer 51 km von rechts in den Fluss mündet.